# Xenotriccus mexicanus
Xenotriccus mexicanus là một loài chim trong họ Tyrannidae.